# Silene glaberrima
Silene glaberrima är en nejlikväxtart som beskrevs av Faure och Maire. Silene glaberrima ingår i släktet glimmar, och familjen nejlikväxter. Inga underarter finns listade i Catalogue of Life.